# Zhuhui
Zhuhui (en chino, 珠晖; pinyin, Zhū·Huī (escuchar)ⓘ) es un distrito urbano bajo la administración directa de la Prefectura  Hengyang  en la Provincia de Hunan, República Popular China.  Su área es de 218 km² y su población total para 2010 superó los 330 mil habitantes. 

## Administración
Desde octubre de 2023, el Distrito Zhuhui   se divide en 10 pueblos  administrados  en 7 subdistritos, 1  poblado y 2 villas.

## Toponimia
El topónimo Zhuhui [/zhu-Juéi/]  proviene del Pagoda Zhuhui (珠晖塔), un monumento histórico ubicado en su territorio.

## Pagoda Zhuhui

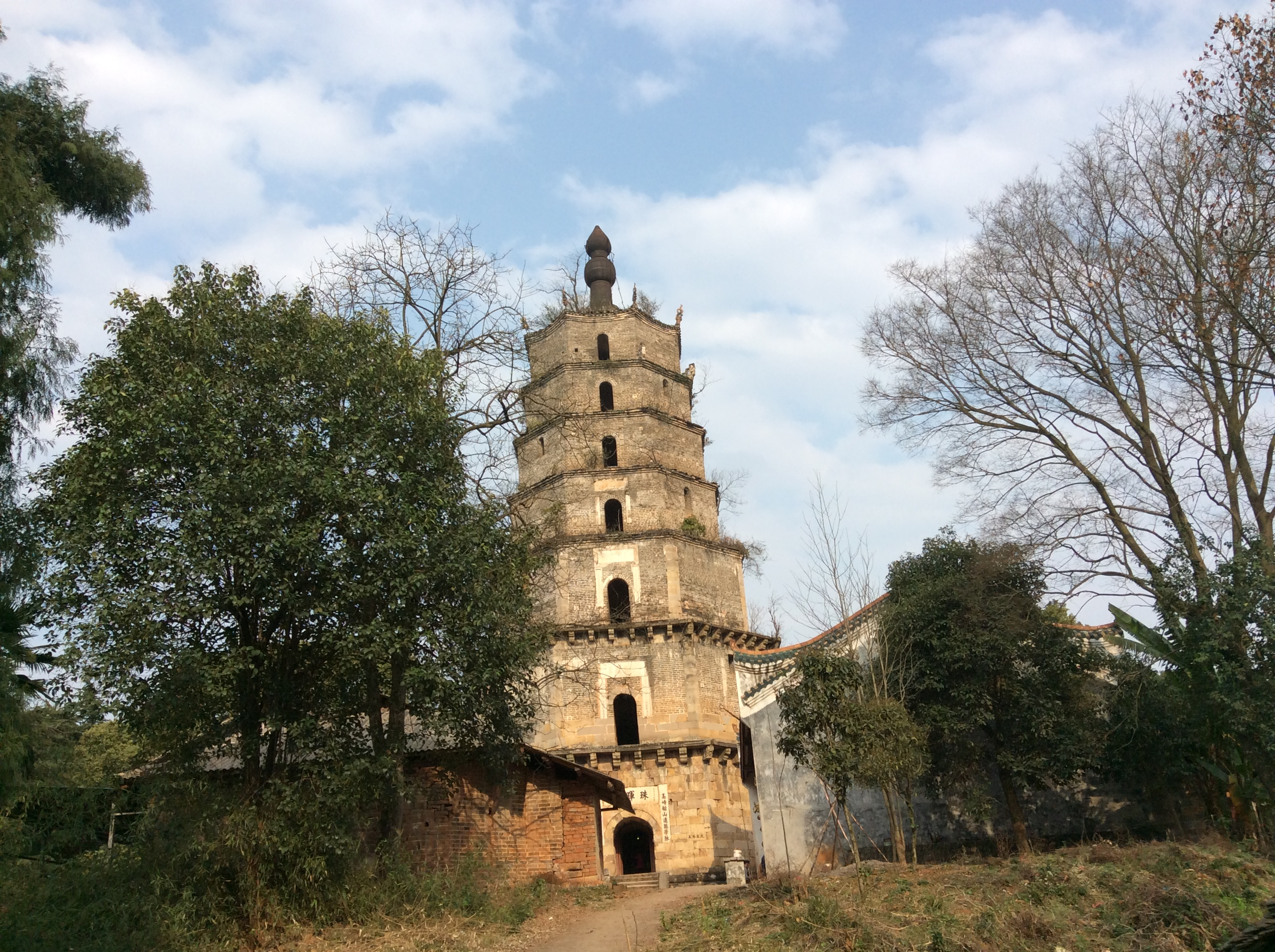
Pagoda Zhuhui

La torre Zhuhui es un pagoda ubicado en este distrito.  En 1895, Wang Zhichun, gobernador de la provincia de Anhui, y Cheng Shanglin, comisionado de transporte de sal, iniciaron la construcción de la torre, la cual se completó en 1897. Hoy en día, la torre ha sufrido muchos daños y necesita mantenimiento y reparaciones. 
Durante la Revolución Cultural, la torre resultó dañada y dos estelas de construcción fueron destruidas.
En 2019, la Torre fue catalogada como sitio de protección de reliquias culturales en la provincia de Hunan.
Etimología
El nombre Zhuhui se compone de los sinogramas Zhu (perla) y Hui (brillo/resplandor), hay dos teorías que explican su origen.
La primera (1) dice que procedería del verso "Recuerdos del Otoño" (秋念) del poeta Wu Jun (吴均) de la dinastía Liang del Sur que reza; Redondo, redondo, el brillo de la perla (Zhu) gira; Radiante, radiante (hui), la sombra de la Vía Láctea se desplaza. Aquí, Zhuhui es una metáfora de la luz de la luna, evocando su resplandor suave y perlado.
La segunda (2) dice; el Pagoda Zhuhui se alza en un terreno elevado, y la cúspide de la torre, atrapa la esencia vital del cielo y la tierra, brilla  como el resplandor (hui) de las perlas (zhu) y el jade."